# Coupe du monde féminine espoirs de hockey sur gazon 2023
Navigation
Potchefstroom 2021 Santiago 2025
La Coupe du monde féminine espoirs de hockey sur gazon 2023 sera la 10e édition de la Coupe du monde féminine espoirs de hockey sur gazon, le championnat du monde bisannuel de hockey sur gazon féminine des moins de 21 ans organisé par la Fédération internationale de hockey. Il se tiendra à Santiago, au Chili, du 29 novembre au 10 décembre 2023.

## Équipes qualifiées
Aux côtés du pays hôte, le Chili, les 15 autres équipes se qualifieront via les championnats continentaux.
| Événement                     | Dates                | Lieu          | Quotas | Qualifiés                                      |
| ----------------------------- | -------------------- | ------------- | ------ | ---------------------------------------------- |
| Pays hôte                     | 2 juillet 2021       | NC            | 1      | Chili                                          |
| Euro espoirs 2022             | 24 - 30 juillet 2022 | Gand          | 5      | Allemagne Belgique Pays-Bas Angleterre Espagne |
| Coupe d'Océanie espoirs 2022  | 8-11 décembre 2022   | Canberra      | 2      | Australie Nouvelle-Zélande                     |
| Coupe d'Afrique espoirs 2023  | 12-16 mars 2023      | Ismailia      | 2      | Afrique du Sud Zimbabwe                        |
| Coupe d'Amérique espoirs 2023 | 10-18 avril 2023     | Saint-Michael | 3      | États-Unis Argentine Canada                    |
| Coupe d'Asie espoirs 2023     | 3-11 juin 2023       | Kakamigahara  | 3      | Inde Corée du Sud Japon                        |
| Total                         | Total                | Total         | 16     |                                                |

## Critères
En cas d'égalité de points de plusieurs équipes à l'issue des matchs de poule, les critères suivants sont appliqués dans l'ordre indiqué pour établir leur classement:
1. Points de chaque équipe,
2. Matchs gagnés,
3. Différence de buts,
4. Buts pour,
5. Plus grand nombre de points obtenus dans les matchs de poule disputés entre les équipes concernées,
6. Buts marqués en plein jeu.

## Premier tour
Les groupes sont basés sur le Classement mondial féminin espoirs de la FIH introduit en 2023.
Légende :
- Tour pour les médailles
- Tour de classement

### Poule A
| Rang | Équipe         | Pts | J | G | N | P | Bp | Bc | Diff |
| ---- | -------------- | --- | - | - | - | - | -- | -- | ---- |
| 1    | Pays-Bas T     | 7   | 3 | 2 | 1 | 0 | 15 | 2  | +13  |
| 2    | Australie      | 7   | 3 | 2 | 1 | 0 | 8  | 2  | +6   |
| 3    | Chili H        | 3   | 3 | 1 | 0 | 2 | 1  | 9  | -8   |
| 4    | Afrique du Sud | 0   | 3 | 0 | 0 | 3 | 0  | 11 | -11  |

| 29 novembre 2023 | Pays-Bas       | 2 - 2 | Australie      |
| 29 novembre 2023 | Afrique du Sud | 0 - 1 | Chili          |
| 30 novembre 2023 | Afrique du Sud | 0 - 6 | Pays-Bas       |
| 30 novembre 2023 | Australie      | 2 - 0 | Chili          |
| 2 décembre 2023  | Australie      | 4 - 0 | Afrique du Sud |
| 2 décembre 2023  | Pays-Bas       | 7 - 0 | Chili          |

### Poule B
| Rang | Équipe       | Pts | J | G | N | P | Bp | Bc | Diff |
| ---- | ------------ | --- | - | - | - | - | -- | -- | ---- |
| 1    | Argentine    | 9   | 3 | 3 | 0 | 0 | 18 | 0  | +18  |
| 2    | Espagne      | 6   | 3 | 2 | 0 | 1 | 10 | 2  | +8   |
| 3    | Corée du Sud | 3   | 3 | 1 | 0 | 2 | 7  | 5  | +2   |
| 4    | Zimbabwe     | 0   | 3 | 0 | 0 | 3 | 0  | 28 | -28  |

| 29 novembre 2023  | Corée du Sud | 6 - 0  | Zimbabwe     |
| 29 novembre 2023  | Argentine    | 1 - 0  | Espagne      |
| 1er décembre 2023 | Espagne      | 8 - 0  | Zimbabwe     |
| 1er décembre 2023 | Corée du Sud | 0 - 3  | Argentine    |
| 3 décembre 2023   | Espagne      | 2 - 1  | Corée du Sud |
| 3 décembre 2023   | Argentine    | 14 - 0 | Zimbabwe     |

### Poule C
| Rang | Équipe    | Pts | J | G | N | P | Bp | Bc | Diff |
| ---- | --------- | --- | - | - | - | - | -- | -- | ---- |
| 1    | Belgique  | 9   | 3 | 3 | 0 | 0 | 17 | 2  | +15  |
| 2    | Allemagne | 6   | 3 | 2 | 0 | 1 | 12 | 9  | +3   |
| 3    | Inde      | 3   | 3 | 1 | 0 | 2 | 17 | 7  | +10  |
| 4    | Canada    | 0   | 3 | 0 | 0 | 3 | 0  | 28 | -28  |

| 29 novembre 2023 | Inde      | 12 - 0 | Canada    |
| 29 novembre 2023 | Allemagne | 0 - 6  | Belgique  |
| 30 novembre 2023 | Belgique  | 8 - 0  | Canada    |
| 30 novembre 2023 | Inde      | 3 - 4  | Allemagne |
| 2 décembre 2023  | Belgique  | 3 - 2  | Inde      |
| 2 décembre 2023  | Allemagne | 8 - 0  | Canada    |

### Poule D
| Rang | Équipe           | Pts | J | G | N | P | Bp | Bc | Diff |
| ---- | ---------------- | --- | - | - | - | - | -- | -- | ---- |
| 1    | Angleterre       | 6   | 3 | 2 | 0 | 1 | 11 | 6  | +5   |
| 2    | Japon            | 6   | 3 | 2 | 0 | 1 | 7  | 4  | +3   |
| 3    | États-Unis       | 6   | 3 | 2 | 0 | 1 | 10 | 8  | +2   |
| 4    | Nouvelle-Zélande | 0   | 3 | 0 | 0 | 3 | 3  | 13 | -10  |

| 30 novembre 2023  | Angleterre       | 5 - 0 | Nouvelle-Zélande |
| 30 novembre 2023  | États-Unis       | 2 - 1 | Japon            |
| 1er décembre 2023 | Nouvelle-Zélande | 1 - 2 | Japon            |
| 1er décembre 2023 | États-Unis       | 2 - 5 | Angleterre       |
| 3 décembre 2023   | Angleterre       | 1 - 4 | Japon            |
| 3 décembre 2023   | Nouvelle-Zélande | 2 - 6 | États-Unis       |

## Tour de classement

### Tableau de classement
|  | Quarts de finale pour la 9e place | Quarts de finale pour la 9e place | Quarts de finale pour la 9e place | Quarts de finale pour la 9e place |          |              | Demi-finales pour la 9e place | Demi-finales pour la 9e place | Demi-finales pour la 9e place | Demi-finales pour la 9e place |                         |                         | Match pour la 9e place | Match pour la 9e place | Match pour la 9e place | Match pour la 9e place |
|  |                                   |                                   |                                   |                                   |          |              |                               |                               |                               |                               |                         |                         |                        |                        |                        |                        |
|  | 5 décembre 2023                   | 5 décembre 2023                   | 5 décembre 2023                   | 5 décembre 2023                   |          |              | 7 décembre 2023               | 7 décembre 2023               | 7 décembre 2023               | 7 décembre 2023               |                         |                         | 9 décembre 2022        | 9 décembre 2022        | 9 décembre 2022        | 9 décembre 2022        |
|  | 5 décembre 2023                   | 5 décembre 2023                   | 5 décembre 2023                   | 5 décembre 2023                   |          |              | 7 décembre 2023               | 7 décembre 2023               | 7 décembre 2023               | 7 décembre 2023               |                         |                         | 9 décembre 2022        | 9 décembre 2022        | 9 décembre 2022        | 9 décembre 2022        |
|  | A3                                | Chili                             | 2                                 | 2                                 |          |              | 7 décembre 2023               | 7 décembre 2023               | 7 décembre 2023               | 7 décembre 2023               |                         |                         | 9 décembre 2022        | 9 décembre 2022        | 9 décembre 2022        | 9 décembre 2022        |
|  | A3                                | Chili                             | 2                                 | 2                                 |          |              | 7 décembre 2023               | 7 décembre 2023               | 7 décembre 2023               | 7 décembre 2023               |                         |                         | 9 décembre 2022        | 9 décembre 2022        | 9 décembre 2022        | 9 décembre 2022        |
|  | B4                                | Zimbabwe                          | 0                                 | 0                                 |          |              | 7 décembre 2023               | 7 décembre 2023               | 7 décembre 2023               | 7 décembre 2023               |                         |                         | 9 décembre 2022        | 9 décembre 2022        | 9 décembre 2022        | 9 décembre 2022        |
|  | B4                                | Zimbabwe                          | 0                                 | 0                                 | A3       | Chili        | 1                             | 1                             |                               |                               |                         |                         | 9 décembre 2022        | 9 décembre 2022        | 9 décembre 2022        | 9 décembre 2022        |
|  | 5 décembre 2023                   |                                   |                                   |                                   | A3       | Chili        | 1                             | 1                             |                               |                               |                         |                         | 9 décembre 2022        | 9 décembre 2022        | 9 décembre 2022        | 9 décembre 2022        |
|  |                                   |                                   | D3                                | États-Unis                        | 5        | 5            |                               |                               |                               |                               |                         |                         | 9 décembre 2022        | 9 décembre 2022        | 9 décembre 2022        | 9 décembre 2022        |
|  | D3                                | États-Unis                        | D3                                | États-Unis                        | 5        | 5            | 8                             | 8                             |                               |                               |                         |                         | 9 décembre 2022        | 9 décembre 2022        | 9 décembre 2022        | 9 décembre 2022        |
|  | D3                                | États-Unis                        | 7 décembre 2023                   |                                   |          |              | 8                             | 8                             |                               |                               |                         |                         | 9 décembre 2022        | 9 décembre 2022        | 9 décembre 2022        | 9 décembre 2022        |
|  | C4                                | Canada                            | 0                                 | 0                                 |          |              |                               |                               |                               |                               |                         |                         | 9 décembre 2022        | 9 décembre 2022        | 9 décembre 2022        | 9 décembre 2022        |
|  | C4                                | Canada                            | 0                                 | 0                                 | D3       | États-Unis   | 2 (2)                         | 2 (2)                         |                               |                               |                         |                         |                        |                        |                        |                        |
|  | 5 décembre 2023                   |                                   |                                   |                                   | D3       | États-Unis   | 2 (2)                         | 2 (2)                         |                               |                               |                         |                         |                        |                        |                        |                        |
|  |                                   |                                   | C3                                | Inde                              | 2 (3)tab | 2 (3)tab     |                               |                               |                               |                               |                         |                         |                        |                        |                        |                        |
|  | B3                                | Corée du Sud                      | C3                                | Inde                              | 2 (3)tab | 2 (3)tab     | 1 (3)tab                      | 1 (3)tab                      |                               |                               |                         |                         |                        |                        |                        |                        |
|  | B3                                | Corée du Sud                      |                                   |                                   |          |              |                               |                               |                               |                               |                         |                         |                        |                        |                        |                        |
|  | A4                                | Afrique du Sud                    | 1 (2)                             | 1 (2)                             |          |              |                               |                               |                               |                               |                         |                         |                        |                        |                        |                        |
|  | A4                                | Afrique du Sud                    | 1 (2)                             | 1 (2)                             | B3       | Corée du Sud | 1                             | 1                             | Match pour la 11e place       | Match pour la 11e place       | Match pour la 11e place | Match pour la 11e place |                        |                        |                        |                        |
|  | 5 décembre 2023                   |                                   |                                   |                                   | B3       | Corée du Sud | 1                             | 1                             | Match pour la 11e place       | Match pour la 11e place       | Match pour la 11e place | Match pour la 11e place |                        |                        |                        |                        |
|  |                                   |                                   | C3                                | Inde                              | 3        | 3            |                               |                               | 9 décembre 2022               | 9 décembre 2022               | 9 décembre 2022         | 9 décembre 2022         |                        |                        |                        |                        |
|  | C3                                | Inde                              | C3                                | Inde                              | 3        | 3            | 3 (3)tab                      | 3 (3)tab                      | 9 décembre 2022               | 9 décembre 2022               | 9 décembre 2022         | 9 décembre 2022         |                        |                        |                        |                        |
|  | C3                                | Inde                              |                                   |                                   |          |              |                               | 3 (3)tab                      |                               |                               | A3                      | Chili                   | 1                      | 1                      |                        |                        |
|  | D4                                | Nouvelle-Zélande                  | 3 (2)                             | 3 (2)                             |          |              |                               |                               |                               |                               | A3                      | Chili                   | 1                      | 1                      |                        |                        |
|  | D4                                | Nouvelle-Zélande                  | 3 (2)                             | 3 (2)                             | B3       | Corée du Sud | 2                             | 2                             |                               |                               |                         |                         |                        |                        |                        |                        |
|  |                                   |                                   |                                   |                                   |          |              |                               |                               |                               |                               |                         |                         |                        |                        |                        |                        |

### Tableau pour la13eplace
|  | Demi-finales pour la 13e place | Demi-finales pour la 13e place | Demi-finales pour la 13e place | Demi-finales pour la 13e place |                         |          | Match pour la 13e place | Match pour la 13e place | Match pour la 13e place | Match pour la 13e place |
|  |                                |                                |                                |                                |                         |          |                         |                         |                         |                         |
|  | 7 décembre 2023                | 7 décembre 2023                | 7 décembre 2023                | 7 décembre 2023                |                         |          | 9 décembre 2022         | 9 décembre 2022         | 9 décembre 2022         | 9 décembre 2022         |
|  | B4                             | Zimbabwe                       | 1 (4)tab                       | 1 (4)tab                       |                         |          | 9 décembre 2022         | 9 décembre 2022         | 9 décembre 2022         | 9 décembre 2022         |
|  | B4                             | Zimbabwe                       | 1 (4)tab                       | 1 (4)tab                       |                         |          | 9 décembre 2022         | 9 décembre 2022         | 9 décembre 2022         | 9 décembre 2022         |
|  | C4                             | Canada                         | 1 (3)                          | 1 (3)                          |                         |          | 9 décembre 2022         | 9 décembre 2022         | 9 décembre 2022         | 9 décembre 2022         |
|  | C4                             | Canada                         | 1 (3)                          | 1 (3)                          | B4                      | Zimbabwe | 1                       | 1                       |                         |                         |
|  | 7 décembre 2023                |                                |                                |                                | B4                      | Zimbabwe | 1                       | 1                       |                         |                         |
|  |                                |                                | A4                             | Afrique du Sud                 | 6                       | 6        |                         |                         |                         |                         |
|  | A4                             | Afrique du Sud                 | A4                             | Afrique du Sud                 | 6                       | 6        | 3                       | 3                       |                         |                         |
|  | A4                             | Afrique du Sud                 |                                |                                |                         |          |                         | 3                       |                         |                         |
|  | D4                             | Nouvelle-Zélande               | 1                              | 1                              |                         |          |                         |                         |                         |                         |
|  | D4                             | Nouvelle-Zélande               | 1                              | 1                              | Match pour la 15e place |          |                         |                         |                         |                         |
|  |                                |                                |                                |                                |                         |          |                         |                         |                         |                         |
|  | 9 décembre 2022                |                                |                                |                                |                         |          |                         |                         |                         |                         |
|  | C4                             | Canada                         | 3                              | 3                              |                         |          |                         |                         |                         |                         |
|  | C4                             | Canada                         | 3                              | 3                              |                         |          |                         |                         |                         |                         |
|  | D4                             | Nouvelle-Zélande               | 5                              | 5                              |                         |          |                         |                         |                         |                         |
|  | D4                             | Nouvelle-Zélande               | 5                              | 5                              |                         |          |                         |                         |                         |                         |

### Match pour la15eplace
| Match 41              | Nouvelle-Zélande                            | 5 - 3   | Canada                       |                                                                        |                                                                        |
| 9 décembre 2023 12h15 | Cotter 6e · Harris 20e, 23e, 42e · Reid 32e | (3 - 2) | 3e Kuzyk · 27e, 50e Mathisen | Arbitrage : Melissa Taylor Minami Inamoto Arbitre vidéo : Sandra Adell | Arbitrage : Melissa Taylor Minami Inamoto Arbitre vidéo : Sandra Adell |
| 9 décembre 2023 12h15 | Rapport                                     |         |                              | Arbitrage : Melissa Taylor Minami Inamoto Arbitre vidéo : Sandra Adell | Arbitrage : Melissa Taylor Minami Inamoto Arbitre vidéo : Sandra Adell |

### Match pour la13eplace
| Match 42              | Afrique du Sud                                        | 6 - 1   | Zimbabwe   |                                                                                |                                                                                |
| 9 décembre 2023 14h30 | Mendonca 17e · Hamza 21e, 32e, 47e, 60e · Brisset 50e | (2 - 0) | 36e Elijah | Arbitrage : Veronica Villafañe Junko Wagatsuma Arbitre vidéo : Magali Sergeant | Arbitrage : Veronica Villafañe Junko Wagatsuma Arbitre vidéo : Magali Sergeant |
| 9 décembre 2023 14h30 | Rapport                                               |         |            | Arbitrage : Veronica Villafañe Junko Wagatsuma Arbitre vidéo : Magali Sergeant | Arbitrage : Veronica Villafañe Junko Wagatsuma Arbitre vidéo : Magali Sergeant |

### Match pour la11eplace
| Match 43              | Chili        | 1 - 2   | Corée du Sud                |                                                                         |                                                                         |
| 9 décembre 2023 17h00 | Irazoqui 15e | (1 - 2) | 17e Park M.H. · 22e An S.J. | Arbitrage : Durga Devi Victoria Pazos Arbitre vidéo : Kamile Mockaityté | Arbitrage : Durga Devi Victoria Pazos Arbitre vidéo : Kamile Mockaityté |
| 9 décembre 2023 17h00 | Rapport      |         |                             | Arbitrage : Durga Devi Victoria Pazos Arbitre vidéo : Kamile Mockaityté | Arbitrage : Durga Devi Victoria Pazos Arbitre vidéo : Kamile Mockaityté |

### Match pour la9eplace
| Match 44              | États-Unis                                                   | 2 - 2             | Inde                                                     |                                                                          |                                                                          |
| 9 décembre 2023 19h15 | Thomassey 27e, 53e                                           | (1 - 1)           | 11e Manju · 57e Sunelita                                 | Arbitrage : Katrina Turner Chen Jianjun Arbitre vidéo : Kristy Robertson | Arbitrage : Katrina Turner Chen Jianjun Arbitre vidéo : Kristy Robertson |
| 9 décembre 2023 19h15 | Rapport                                                      |                   |                                                          | Arbitrage : Katrina Turner Chen Jianjun Arbitre vidéo : Kristy Robertson | Arbitrage : Katrina Turner Chen Jianjun Arbitre vidéo : Kristy Robertson |
| 9 décembre 2023 19h15 | Tamer · Wadas · Dixon · Bent-Cole · Underwood · ---- · Wadas | Tirs au but 2 - 3 | Preeti · Sakshi · Mumtaz · Annu · Rutaja · ---- · Rutaja | Arbitrage : Katrina Turner Chen Jianjun Arbitre vidéo : Kristy Robertson | Arbitrage : Katrina Turner Chen Jianjun Arbitre vidéo : Kristy Robertson |

## Tour pour les médailles

### Tableau final
|  | Quarts de finale | Quarts de finale | Quarts de finale | Quarts de finale |       |           | Demi-finales    | Demi-finales    | Demi-finales                  | Demi-finales                  |                               |                               | Finale           | Finale           | Finale           | Finale           |
|  |                  |                  |                  |                  |       |           |                 |                 |                               |                               |                               |                               |                  |                  |                  |                  |
|  | 6 décembre 2023  | 6 décembre 2023  | 6 décembre 2023  | 6 décembre 2023  |       |           | 8 décembre 2023 | 8 décembre 2023 | 8 décembre 2023               | 8 décembre 2023               |                               |                               | 10 décembre 2022 | 10 décembre 2022 | 10 décembre 2022 | 10 décembre 2022 |
|  | 6 décembre 2023  | 6 décembre 2023  | 6 décembre 2023  | 6 décembre 2023  |       |           | 8 décembre 2023 | 8 décembre 2023 | 8 décembre 2023               | 8 décembre 2023               |                               |                               | 10 décembre 2022 | 10 décembre 2022 | 10 décembre 2022 | 10 décembre 2022 |
|  | A1               | Pays-Bas         | 4                | 4                |       |           | 8 décembre 2023 | 8 décembre 2023 | 8 décembre 2023               | 8 décembre 2023               |                               |                               | 10 décembre 2022 | 10 décembre 2022 | 10 décembre 2022 | 10 décembre 2022 |
|  | A1               | Pays-Bas         | 4                | 4                |       |           | 8 décembre 2023 | 8 décembre 2023 | 8 décembre 2023               | 8 décembre 2023               |                               |                               | 10 décembre 2022 | 10 décembre 2022 | 10 décembre 2022 | 10 décembre 2022 |
|  | B2               | Espagne          | 1                | 1                |       |           | 8 décembre 2023 | 8 décembre 2023 | 8 décembre 2023               | 8 décembre 2023               |                               |                               | 10 décembre 2022 | 10 décembre 2022 | 10 décembre 2022 | 10 décembre 2022 |
|  | B2               | Espagne          | 1                | 1                | A1    | Pays-Bas  | 8               | 8               |                               |                               |                               |                               | 10 décembre 2022 | 10 décembre 2022 | 10 décembre 2022 | 10 décembre 2022 |
|  | 6 décembre 2023  |                  |                  |                  | A1    | Pays-Bas  | 8               | 8               |                               |                               |                               |                               | 10 décembre 2022 | 10 décembre 2022 | 10 décembre 2022 | 10 décembre 2022 |
|  |                  |                  | D1               | Angleterre       | 1     | 1         |                 |                 |                               |                               |                               |                               | 10 décembre 2022 | 10 décembre 2022 | 10 décembre 2022 | 10 décembre 2022 |
|  | D1               | Angleterre       | D1               | Angleterre       | 1     | 1         | 1               | 1               |                               |                               |                               |                               | 10 décembre 2022 | 10 décembre 2022 | 10 décembre 2022 | 10 décembre 2022 |
|  | D1               | Angleterre       | 8 décembre 2023  |                  |       |           | 1               | 1               |                               |                               |                               |                               | 10 décembre 2022 | 10 décembre 2022 | 10 décembre 2022 | 10 décembre 2022 |
|  | C2               | Allemagne        | 0                | 0                |       |           |                 |                 |                               |                               |                               |                               | 10 décembre 2022 | 10 décembre 2022 | 10 décembre 2022 | 10 décembre 2022 |
|  | C2               | Allemagne        | 0                | 0                | A1    | Pays-Bas  | 2 (4)tab        | 2 (4)tab        |                               |                               |                               |                               |                  |                  |                  |                  |
|  | 6 décembre 2023  |                  |                  |                  | A1    | Pays-Bas  | 2 (4)tab        | 2 (4)tab        |                               |                               |                               |                               |                  |                  |                  |                  |
|  |                  |                  | B1               | Argentine        | 2 (1) | 2 (1)     |                 |                 |                               |                               |                               |                               |                  |                  |                  |                  |
|  | B1               | Argentine        | B1               | Argentine        | 2 (1) | 2 (1)     | 3               | 3               |                               |                               |                               |                               |                  |                  |                  |                  |
|  | B1               | Argentine        |                  |                  |       |           |                 |                 |                               |                               |                               |                               |                  |                  |                  |                  |
|  | A2               | Australie        | 1                | 1                |       |           |                 |                 |                               |                               |                               |                               |                  |                  |                  |                  |
|  | A2               | Australie        | 1                | 1                | B1    | Argentine | 0 (3)tab        | 0 (3)tab        | Match pour la troisième place | Match pour la troisième place | Match pour la troisième place | Match pour la troisième place |                  |                  |                  |                  |
|  | 6 décembre 2023  |                  |                  |                  | B1    | Argentine | 0 (3)tab        | 0 (3)tab        | Match pour la troisième place | Match pour la troisième place | Match pour la troisième place | Match pour la troisième place |                  |                  |                  |                  |
|  |                  |                  | C1               | Belgique         | 0 (1) | 0 (1)     |                 |                 | 10 décembre 2022              | 10 décembre 2022              | 10 décembre 2022              | 10 décembre 2022              |                  |                  |                  |                  |
|  | C1               | Belgique         | C1               | Belgique         | 0 (1) | 0 (1)     | 1               | 1               | 10 décembre 2022              | 10 décembre 2022              | 10 décembre 2022              | 10 décembre 2022              |                  |                  |                  |                  |
|  | C1               | Belgique         |                  |                  |       |           |                 | 1               |                               |                               | D1                            | Angleterre                    | 0                | 0                |                  |                  |
|  | D2               | Japon            | 0                | 0                |       |           |                 |                 |                               |                               | D1                            | Angleterre                    | 0                | 0                |                  |                  |
|  | D2               | Japon            | 0                | 0                | C1    | Belgique  | 7               | 7               |                               |                               |                               |                               |                  |                  |                  |                  |
|  |                  |                  |                  |                  |       |           |                 |                 |                               |                               |                               |                               |                  |                  |                  |                  |

### Tableau pour la5eplace
|  | Demi-finales pour la 5e place | Demi-finales pour la 5e place | Demi-finales pour la 5e place | Demi-finales pour la 5e place |                        |           | Match pour la 5e place | Match pour la 5e place | Match pour la 5e place | Match pour la 5e place |
|  |                               |                               |                               |                               |                        |           |                        |                        |                        |                        |
|  | 8 décembre 2023               | 8 décembre 2023               | 8 décembre 2023               | 8 décembre 2023               |                        |           | 10 décembre 2022       | 10 décembre 2022       | 10 décembre 2022       | 10 décembre 2022       |
|  | B2                            | Espagne                       | 1                             | 1                             |                        |           | 10 décembre 2022       | 10 décembre 2022       | 10 décembre 2022       | 10 décembre 2022       |
|  | B2                            | Espagne                       | 1                             | 1                             |                        |           | 10 décembre 2022       | 10 décembre 2022       | 10 décembre 2022       | 10 décembre 2022       |
|  | C2                            | Allemagne                     | 2                             | 2                             |                        |           | 10 décembre 2022       | 10 décembre 2022       | 10 décembre 2022       | 10 décembre 2022       |
|  | C2                            | Allemagne                     | 2                             | 2                             | C2                     | Allemagne | 0                      | 0                      |                        |                        |
|  | 8 décembre 2023               |                               |                               |                               | C2                     | Allemagne | 0                      | 0                      |                        |                        |
|  |                               |                               | A2                            | Australie                     | 2                      | 2         |                        |                        |                        |                        |
|  | A2                            | Australie                     | A2                            | Australie                     | 2                      | 2         | 1                      | 1                      |                        |                        |
|  | A2                            | Australie                     |                               |                               |                        |           |                        | 1                      |                        |                        |
|  | D2                            | Japon                         | 0                             | 0                             |                        |           |                        |                        |                        |                        |
|  | D2                            | Japon                         | 0                             | 0                             | Match pour la 7e place |           |                        |                        |                        |                        |
|  |                               |                               |                               |                               |                        |           |                        |                        |                        |                        |
|  | 10 décembre 2022              |                               |                               |                               |                        |           |                        |                        |                        |                        |
|  | B2                            | Espagne                       | 2                             | 2                             |                        |           |                        |                        |                        |                        |
|  | B2                            | Espagne                       | 2                             | 2                             |                        |           |                        |                        |                        |                        |
|  | D2                            | Japon                         | 4                             | 4                             |                        |           |                        |                        |                        |                        |
|  | D2                            | Japon                         | 4                             | 4                             |                        |           |                        |                        |                        |                        |

### Match pour la7eplace
| Match 45               | Espagne                | 2 - 4   | Japon                                          |                                                                       |                                                                       |
| 10 décembre 2023 12h15 | Pérez 6e · Jiménez 15e | (2 - 3) | 11e, 26e Hayasuke · 18e Matsunami · 34e Sasaki | Arbitrage : Chen Jianjun Kamile Mockaityté Arbitre vidéo : Durga Devi | Arbitrage : Chen Jianjun Kamile Mockaityté Arbitre vidéo : Durga Devi |
| 10 décembre 2023 12h15 | Rapport                |         |                                                | Arbitrage : Chen Jianjun Kamile Mockaityté Arbitre vidéo : Durga Devi | Arbitrage : Chen Jianjun Kamile Mockaityté Arbitre vidéo : Durga Devi |

### Match pour la5eplace
| Match 46               | Allemagne | 0 - 2   | Australie                 |                                                                        |                                                                        |
| 10 décembre 2023 14h30 |           | (0 - 1) | 25e A. Lawton · 33e Young | Arbitrage : Sandra Adell Minami Inamoto Arbitre vidéo : Katrina Turner | Arbitrage : Sandra Adell Minami Inamoto Arbitre vidéo : Katrina Turner |
| 10 décembre 2023 14h30 | Rapport   |         |                           | Arbitrage : Sandra Adell Minami Inamoto Arbitre vidéo : Katrina Turner | Arbitrage : Sandra Adell Minami Inamoto Arbitre vidéo : Katrina Turner |

### Match pour la3eplace
| Match 47               | Angleterre | 0 - 7   | Belgique                                                   |                                                                                 |                                                                                 |
| 10 décembre 2023 17h00 |            | (0 - 1) | 7e, 36e, 44e, 47e, 58e Bonami · 39e Dewaet · 45e De Clerck | Arbitrage : Lizelotte Wolter Kristy Robertson Arbitre vidéo : Kamile Mockaityté | Arbitrage : Lizelotte Wolter Kristy Robertson Arbitre vidéo : Kamile Mockaityté |
| 10 décembre 2023 17h00 | Rapport    |         |                                                            | Arbitrage : Lizelotte Wolter Kristy Robertson Arbitre vidéo : Kamile Mockaityté | Arbitrage : Lizelotte Wolter Kristy Robertson Arbitre vidéo : Kamile Mockaityté |

### Finale
| Match 48               | Pays-Bas                       | 2 - 2             | Argentine               |                                                                           |                                                                           |
| 10 décembre 2023 19h15 | Roberts 35e, 57e               | (0 - 2)           | 20e Díaz · 29e Raposo   | Arbitrage : Magali Sergeant Victoria Pazos Arbitre vidéo : Melissa Taylor | Arbitrage : Magali Sergeant Victoria Pazos Arbitre vidéo : Melissa Taylor |
| 10 décembre 2023 19h15 | Rapport                        |                   |                         | Arbitrage : Magali Sergeant Victoria Pazos Arbitre vidéo : Melissa Taylor | Arbitrage : Magali Sergeant Victoria Pazos Arbitre vidéo : Melissa Taylor |
| 10 décembre 2023 19h15 | Winter · Moes · Jansen · Dicke | Tirs au but 4 - 1 | Díaz · Raposo · Pagella | Arbitrage : Magali Sergeant Victoria Pazos Arbitre vidéo : Melissa Taylor | Arbitrage : Magali Sergeant Victoria Pazos Arbitre vidéo : Melissa Taylor |

## Classement final
| Rang                      | Groupe | Équipe           | J | V | N | D | BP | BC | +/- | Pts | Classement mondial espoirs FIH | Classement mondial espoirs FIH | Classement mondial espoirs FIH |
| Rang                      | Groupe | Équipe           | J | V | N | D | BP | BC | +/- | Pts | Avant                          | Après                          | +/-                            |
| ------------------------- | ------ | ---------------- | - | - | - | - | -- | -- | --- | --- | ------------------------------ | ------------------------------ | ------------------------------ |
| Médaille d'or, monde      | A      | Pays-Bas T       | 6 | 4 | 2 | 0 | 29 | 6  | +23 | 14  | 1                              | 1                              | 0                              |
| Médaille d'argent, monde  | B      | Argentine        | 6 | 4 | 2 | 0 | 23 | 3  | +20 | 13  | 2                              | 2                              | 0                              |
| Médaille de bronze, monde | C      | Belgique         | 6 | 5 | 1 | 0 | 25 | 2  | +23 | 16  | 11                             | 6                              | +5                             |
| 4                         | D      | Angleterre       | 6 | 3 | 0 | 3 | 13 | 21 | -8  | 9   | 4                              | 4                              | 0                              |
|                           |        |                  |   |   |   |   |    |    |     |     |                                |                                |                                |
| 5                         | A      | Australie        | 6 | 4 | 1 | 1 | 12 | 5  | +7  | 13  | 9                              | 5                              | +4                             |
| 6                         | C      | Allemagne        | 6 | 3 | 0 | 3 | 14 | 13 | +1  | 9   | 3                              | 3                              | 0                              |
| 7                         | D      | Japon            | 6 | 3 | 0 | 3 | 11 | 8  | +3  | 9   | 15                             | 11                             | +4                             |
| 8                         | B      | Espagne          | 6 | 2 | 0 | 4 | 14 | 12 | +2  | 6   | 10                             | 10                             | 0                              |
|                           |        |                  |   |   |   |   |    |    |     |     |                                |                                |                                |
| 9                         | C      | Inde             | 6 | 2 | 2 | 2 | 25 | 13 | +12 | 8   | 6                              | 8                              | -2                             |
| 10                        | D      | États-Unis       | 6 | 4 | 1 | 1 | 25 | 11 | +14 | 13  | 5                              | 7                              | -2                             |
| 11                        | B      | Corée du Sud     | 6 | 2 | 1 | 3 | 11 | 10 | +1  | 7   | 7                              | 9                              | -2                             |
| 12                        | A      | Chili H          | 6 | 2 | 0 | 4 | 5  | 16 | -11 | 6   | 23                             | 15                             | +8                             |
| 13                        | A      | Afrique du Sud   | 6 | 2 | 1 | 3 | 10 | 14 | -4  | 7   | 8                              | 12                             | -4                             |
| 14                        | B      | Zimbabwe         | 6 | 0 | 1 | 5 | 2  | 37 | -35 | 1   | 21                             | 16                             | +5                             |
| 15                        | D      | Nouvelle-Zélande | 6 | 1 | 1 | 4 | 12 | 22 | -10 | 4   | 12                             | 13                             | -1                             |
| 16                        | C      | Canada           | 6 | 0 | 1 | 5 | 4  | 42 | -38 | 1   | 18                             | 14                             | +4                             |